# 卡尔利诺 (意大利)
卡尔利诺（義大利語：Carlino），是意大利乌迪内省的一个市镇。总面积30.36平方公里，人口2774人，人口密度91.4人/平方公里（2009年）。ISTAT代码为030018。